# Charbata Bani Harit
Charbata Bani Harit (arab. ‏خربثا بني حارث‎, Ḫarbaṯā Banī Ḥāriṯ) – wieś w Palestynie, w muhafazie Ramallah i Al-Bira. Według danych szacunkowych Palestyńskiego Centralnego Biura Statystycznego w 2016 roku miejscowość liczyła 3642 mieszkańców.